# سکوویتسه (استان اوپوله)
سکوویتسه (به لهستانی: Sękowice) یک منطقهٔ مسکونی در لهستان است که در گمینا نسا واقع شده‌است.